# IV Meeting Memorial Alessio Giovannini
Il Meeting Memorial Alessio Giovannini 2025 sarà la 4ª edizione del Meeting Memorial Alessio Giovannini, meeting internazionale di atletica leggera che si svolgerà presso il Palacasali di Ancona.
Il meeting si disputerà in data sabato 18 gennaio 2025 e rientrerà come tappa della World Athletics Indoor Tour 2025.

## Programma
| # | Orario | Specialità    |
| - | ------ | ------------- |
| 1 | 12:30  | Salto in alto |
| 2 | 15:05  | 400 m B       |
| 3 | 15:19  | 3000 m        |
| 4 | 15:39  | 60 m SF       |
| 5 | 16:01  | 60 hs SF      |
| 6 | 16:21  | 400 m         |
| 7 | 16:35  | 800 metri     |
| 8 | 16:52  | 60 m F        |
| 9 | 17:12  | 60 metri      |

| #  | Orario | Specialità    |
| -- | ------ | ------------- |
| 1  | 14:00  | Salto in alto |
| 2  | 15:12  | 400 m B       |
| 3  | 15:31  | 1500 m        |
| 4  | 15:39  | Salto triplo  |
| 5  | 15:49  | 60 m SF       |
| 6  | 16:11  | 60 hs SF      |
| 7  | 16:28  | 400 m         |
| 8  | 16:42  | 3000 metri    |
| 9  | 17:02  | 60 m F        |
| 10 | 17:22  | 60 metri      |

     Specialità valide per il World Athletics Indoor Tour

## Podi
Prestazione che stabilisce il nuovo record del meeting.

### Uomini
| Specialità    | Oro                | Prestazione | Argento          | Prestazione | Bronzo             | Prestazione |
| 60 m          | Filippo Randazzo   | 6"63        | Yassin Bandaogo  | 6"65        | Matteo Melluzzo    | 6"65        |
| 400 m         | Luca Sito          | 46"44       | Lorenzo Benati   | 47"12       | Vladimir Aceti     | 47"22       |
| 800 m         | Francesco Pernici  | 1'47"63     | Giovanni Lazzaro | 1'47"63     | Jacopo Peron       | 1'49"06     |
| 3000 m        | Giuseppe Garavante | 7'57"03     | Nick Marsman     | 8'11"74     | Mauro Dellapiccola | 8'12"45     |
| 60 m ostacoli | Vittorio Ghedina   | 7"78        | Luca Trgovcevic  | 7"87        | Nicolò Giacalone   | 7"89        |
| Salto in alto | Matteo Sioli       | 2,23 m      | Douwe Amels      | 2,14 m      | Ernesto Pascone    | 2,10 m      |

### Donne
| Specialità    | Oro | Prestazione | Argento | Prestazione | Bronzo | Prestazione |
| 60 m          |     |             |         |             |        |             |
| 400 m         |     |             |         |             |        |             |
| 400 m B       |     |             |         |             |        |             |
| 1500 m        |     |             |         |             |        |             |
| 3000 m        |     |             |         |             |        |             |
| 60 m ostacoli |     |             |         |             |        |             |
| Salto in alto |     |             |         |             |        |             |
| Salto triplo  |     |             |         |             |        |             |

## Risultati

### 60 metri piani uomini

#### Batteria 1
| Posizione | Corsia | Atleta               | Nazionalità | Tempo | Note                                     |
| --------- | ------ | -------------------- | ----------- | ----- | ---------------------------------------- |
| 1         | 6      | Yupon Abeykonn       | Sri Lanka   | 6"70  | q                                        |
| 2         | 5      | Matteo Melluzzo      | Italia      | 6"70  | q                                        |
| 3         | 8      | Federico Dicati      | Italia      | 6"83  | q                                        |
| 4         | 7      | Sotirios Gkaragkanis | Grecia      | 6"84  | q                                        |
| 5         | 4      | Luca Antonio Cassano | Italia      | 6"87  |                                          |
| 6         | 1      | Artem Shablii        | Italia      | 6"89  | Miglior prestazione personale stagionale |
| 7         | 3      | Marco Ricci          | Italia      | 6"90  |                                          |
| 8         | 2      | Alessio Faggin       | Italia      | DNS   |                                          |

#### Batteria 2
| Posizione | Corsia | Atleta                  | Nazionalità | Tempo | Note |
| --------- | ------ | ----------------------- | ----------- | ----- | ---- |
| 1         | 2      | Filippo Randazzo        | Italia      | 6"64  | q    |
| 2         | 4      | Yassin Bandaogo         | Italia      | 6"70  | q    |
| 3         | 5      | Samuele Ceccarelli      | Italia      | 6"71  | q    |
| 4         | 1      | Francesco Ettore Inzoli | Italia      | 6"77  | q    |
| 5         | 3      | Junior Tardioli         | Italia      | 6"86  |      |
| 6         | 6      | Mattia Donola           | Italia      | 6"87  |      |
| 7         | 7      | Diego Nappi             | Italia      | 6"97  |      |
| 8         | 8      | Francesco Pagliarini    | Italia      | 7"01  |      |

#### Finale
| Posizione | Corsia | Atleta | Nazionalità | Tempo | Note |
| --------- | ------ | ------ | ----------- | ----- | ---- |
| 1         |        |        |             |       |      |
| 2         |        |        |             |       |      |
| 3         |        |        |             |       |      |
| 4         |        |        |             |       |      |
| 5         |        |        |             |       |      |
| 6         |        |        |             |       |      |
| 7         |        |        |             |       |      |

### 60 metri piani donne

#### Batteria 1
| Posizione | Corsia | Atleta                  | Nazionalità | Tempo | Note |
| --------- | ------ | ----------------------- | ----------- | ----- | ---- |
| 1         | 5      | Kelly Doualla Edimo     | Italia      |       | q    |
| 2         | 4      | Johanelis Herrera Abreu | Italia      |       | q    |
| 3         | 2      | Chiara Melon            | Italia      |       | q    |
| 4         | 3      | Ilenia Angelini         | Italia      |       |      |
| 5         | 6      | Alessia Carpinteri      | Italia      |       |      |
| 6         | 7      | Agnese Musica           | Italia      |       |      |
| 7         | 8      | Gaia Pedreschi          | Italia      |       |      |
| 8         | 1      | Alessia Pavese          | Italia      |       |      |

#### Batteria 2
| Posizione | Corsia | Atleta                | Nazionalità | Tempo | Note                          |
| --------- | ------ | --------------------- | ----------- | ----- | ----------------------------- |
| 1         | 6      | Alice Pagliarini      | Italia      | 7"41  | q                             |
| 2         | 4      | Arianna de Masi       | Italia      | 7"45  | q                             |
| 3         | 3      | Margherita Castellani | Italia      | 7"47  | q                             |
| 4         | 8      | Svetlana Fanale       | Italia      | 7"53  | q                             |
| 5         | 2      | Ginevra Ricci         | Italia      | 7"57  |                               |
| 6         | 5      | Aurora Berton         | Italia      | 7"57  | q                             |
| 7         | 1      | Elisa Marcello        | Italia      | 7"77  | Miglior prestazione personale |
| 8         | 7      | Aurora Goffi          | Italia      | 7"92  |                               |

#### Finale
| Posizione | Corsia | Atleta | Nazionalità | Tempo | Note |
| --------- | ------ | ------ | ----------- | ----- | ---- |
| 1         |        |        |             |       |      |
| 2         |        |        |             |       |      |
| 3         |        |        |             |       |      |
| 4         |        |        |             |       |      |
| 5         |        |        |             |       |      |
| 6         |        |        |             |       |      |
| 7         |        |        |             |       |      |